# Maryland National Guard

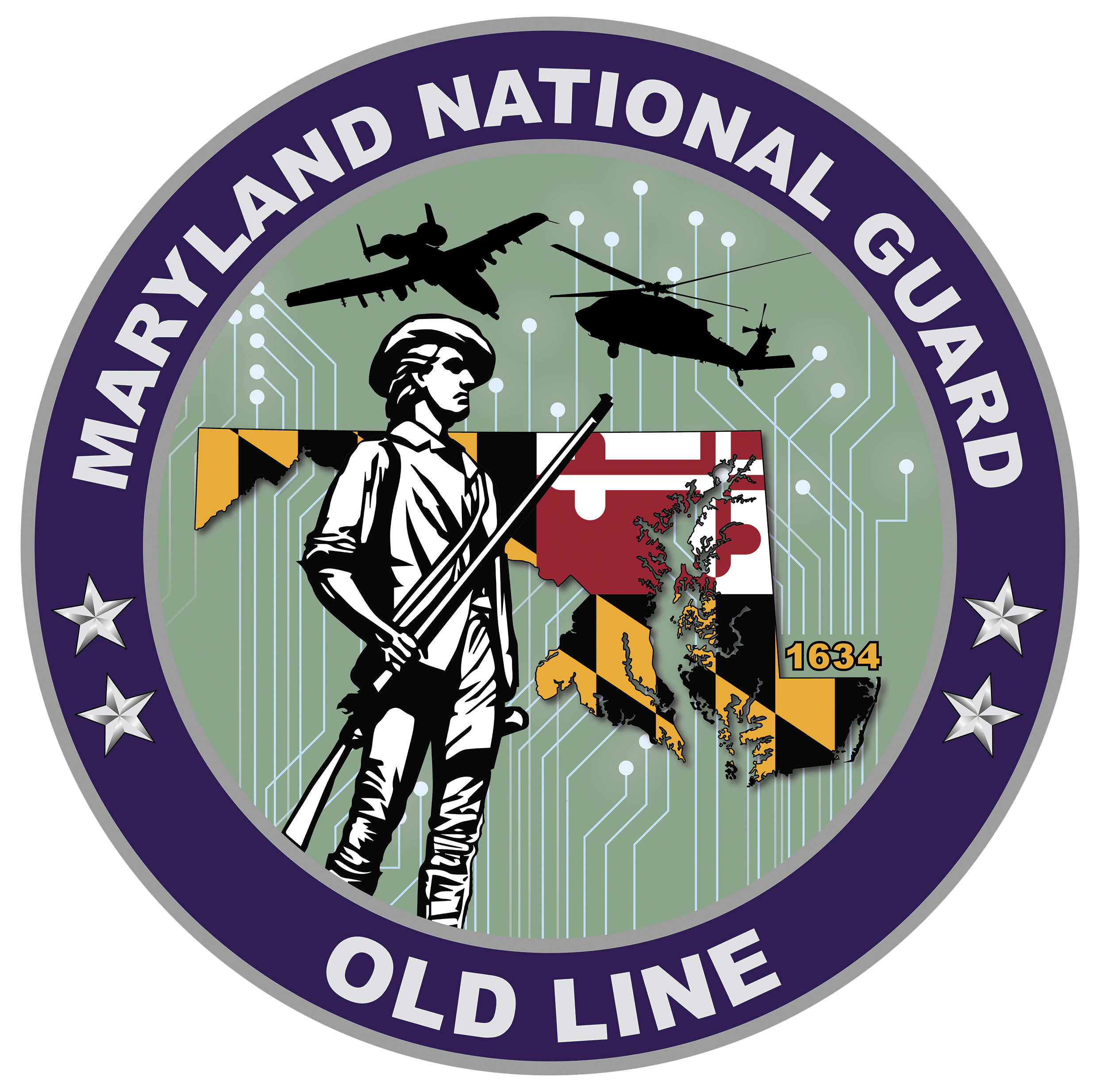
Abzeichen der Maryland National Guard

Die Maryland National Guard des US-Bundesstaates Maryland  ist Teil der im Jahr 1903 aufgestellten Nationalgarde der Vereinigten Staaten (akronymisiert USNG) und somit auch Teil der zweiten Ebene der militärischen Reserve der Streitkräfte der Vereinigten Staaten.

## Organisation
Die Mitglieder der Nationalgarde sind freiwillig Dienst leistende Milizsoldaten, die dem Gouverneur von Maryland Larry Hogan und dessen Maryland Military Department unterstehen. Bei Einsätzen auf Bundesebene ist der Präsident der Vereinigten Staaten Commander-in-Chief. Adjutant General of Maryland ist seit 2018 Brigadier General Janeen L. Birckhead. Auf die Nationalgarden der Bundesstaaten kann unter bestimmten Umständen mit Einverständnis des Kongresses die Bundesebene zurückgreifen. Davon zu trennen ist die Staatsgarde, die Maryland Defense Force, die allein dem Bundesstaat verpflichtet ist.
Die Maryland National Guard besteht aus den beiden Teilstreitkraftgattungen des Heeres und der Luftstreitkräfte, namentlich der Army National Guard und der Air National Guard. Die Maryland Army National Guard hatte 2017 eine Personalstärke von 4225, die Maryland Air National Guard eine von 1834, was eine Personalstärke von gesamt 6059 ergibt.

## Geschichte
Die Maryland National Guard führt ihre Wurzeln auf Milizverbände der Province of Maryland des Jahres 1634 zurück. Die Miliz von Maryland hatte entscheidenden Anteil daran, dass bei der Schlacht von Long Island am 27. August 1776 sich die zahlenmäßig unterlegenen amerikanischen Truppen zurückziehen konnten. Milizsoldaten Marylands kämpften im Britisch-Amerikanischen Krieg 1812 bis 1815 (u. a. bei der Schlacht bei North Point). Während des Sezessionskrieges blieb Maryland weitgehend neutral. Die Nationalgarde des Bundesstaates ist seit 1903 bundesgesetzlich und institutionell eng mit der regulären Armee und seit der Gründung der Maryland Air National Guard 1941 auch der Luftwaffe verbunden. Nationalgardisten leisteten ihren Dienst sowohl im Ersten und Zweiten Weltkrieg als auch im Koreakrieg.
Einsätze der Nationalgarde gab und gibt es auch im Inneren, so beim Aufstand des Abolitionisten John Brown in Harpers Ferry 1859, beim Eisenbahnerstreik in Baltimore 1877 und beim Sturm auf das Kapitol in Washington 2021.

## Einheiten
- Joint Force Headquarters Maryland (JFHQ-MD), Baltimore (Maryland)

### Maryland Army National Guard
- 58th Expeditionary Military Intelligence Brigade

- Combat Aviation Brigade, 29th Infantry Division;

- 70th Regiment

- 58th Troop Command

### Maryland Air National Guard
- 175th Wing auf der Warfield Air National Guard Base, Middle River